# Pintor de la quimera

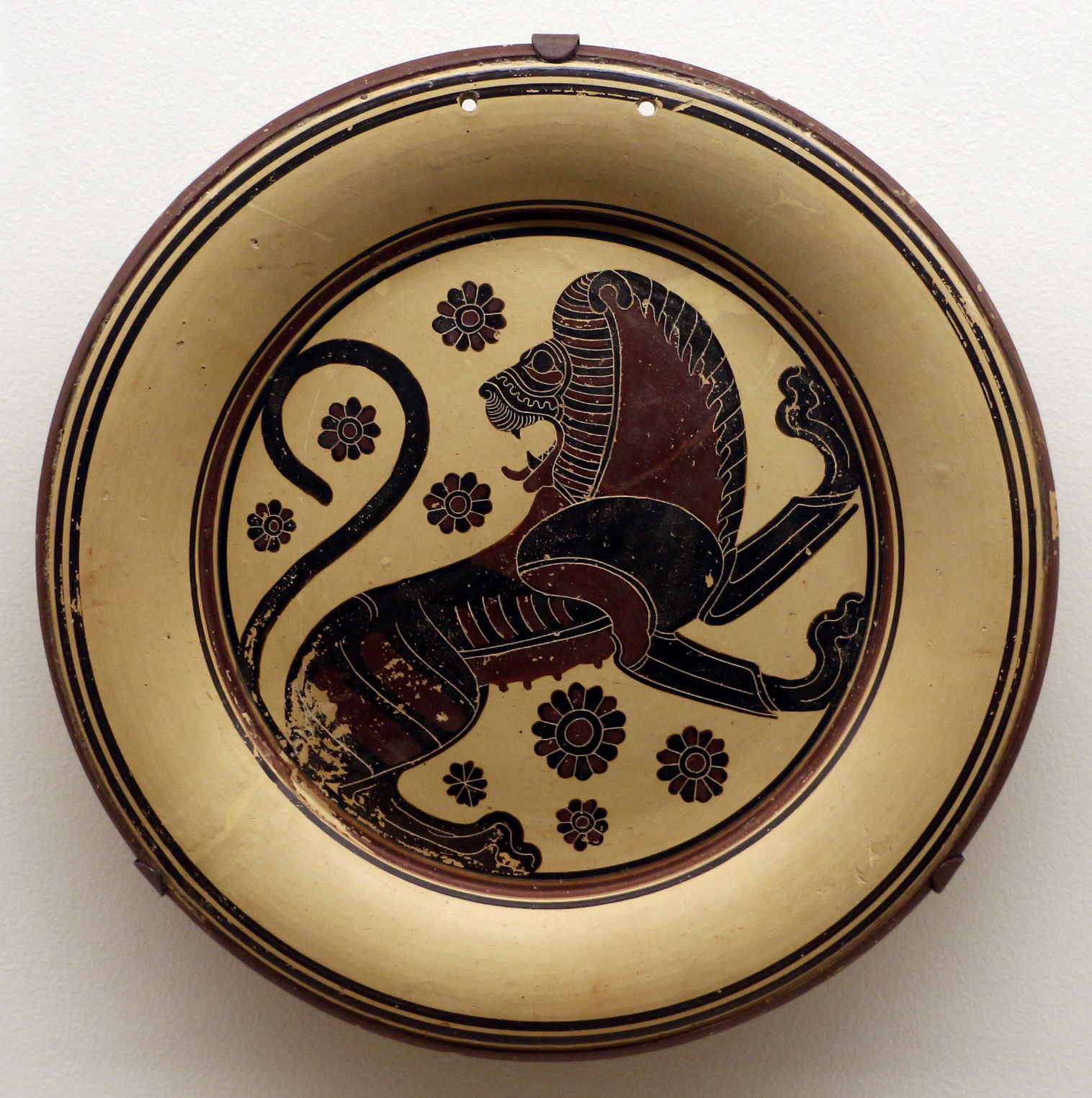
Plato con leona sentada (c. 580 a. C.) Museo de Arte de Cincinnati

El Pintor de la quimera (también escrito Pintor de las quimeras) fue un pintor anónimo de vasos corintios de Cerámica de figuras negras activo entre 600 y 575 a. C.
Su nombre se debe a la quimera representada en una de sus obras, que ahora se encuentra en Viena. El artista probablemente fue alumno del Pintor de Colón, quien a su vez fue alumno del Pintor de Palermo 489. Su obra muestra una fuerte influencia del Próximo Oriente; la influencia de la escultura asiria es particularmente visible en sus representaciones de leones.